# Kanton Herentals
Kanton Herentals is een kanton in de provincie Antwerpen en het arrondissement Turnhout. Het is de bestuurslaag boven die van de desbetreffende gemeenten, tevens is het een gerechtelijk niveau waarbinnen één vredegerecht georganiseerd wordt dat bevoegd is voor de deelnemende gemeenten. Beide types kanton beslaan niet noodzakelijk hetzelfde territorium.

## Gerechtelijk kanton Herentals
Tot 2019 bestond er een gerechtelijk kanton Herentals. Het gerechtelijk kanton Herentals is gelegen in het gerechtelijk arrondissement Antwerpen en organiseert een vredegerecht voor de gemeenten Herentals, Grobbendonk, Herenthout, Olen en Vorselaar. Het was gevestigd in de Belgiëlaan 29 te Herentals.
Een advocaat uit Herentals trok tegen de afschaffing naar het Grondwettelijk Hof maart ving er bot.
De vrederechter is bevoegd bij gezinsconflicten, onderhoudsgeschillen, voogdij, voorlopige bewindvoering, mede-eigendommen, appartementseigendom, burenhinder ...
| Gebied           | Europese Unie    | België           | België           | België           | België           | Antwerpen      | Antwerpen      | Antwerpen                   | Antwerpen                   | Herentals                       |                                 |                                 |                                 |
| Sociaal recht    | Hof van Justitie | Hof van Cassatie | Hof van Cassatie | Hof van Cassatie | Hof van Cassatie | Arbeidshof     | Arbeidshof     | Arbeidsrechtbank            | Arbeidsrechtbank            | Arbeidsrechtbank                | Arbeidsrechtbank                | Arbeidsrechtbank                |                                 |
| Handelsrecht     | Hof van Justitie | Hof van Cassatie | Hof van Cassatie | Hof van Cassatie | Hof van Cassatie | Hof van Beroep | Hof van Beroep | Rechtbank van Koophandel    | Rechtbank van Koophandel    | Vredegerecht                    | Vredegerecht                    | Vredegerecht                    |                                 |
| Burgerlijk recht | Hof van Justitie | Hof van Cassatie | Hof van Cassatie | Hof van Cassatie | Hof van Cassatie | Hof van Beroep | Hof van Beroep | Rechtbank van eerste aanleg | Rechtbank van eerste aanleg | Vredegerecht / Politierechtbank | Vredegerecht / Politierechtbank | Vredegerecht / Politierechtbank | Vredegerecht / Politierechtbank |
| Strafrecht       | Hof van Justitie | Hof van Cassatie | Hof van Cassatie | Hof van Cassatie | Hof van Cassatie | Hof van Beroep | Assisenhof     | Rechtbank van eerste aanleg | Rechtbank van eerste aanleg | Vredegerecht / Politierechtbank | Vredegerecht / Politierechtbank | Vredegerecht / Politierechtbank | Vredegerecht / Politierechtbank |

## Kieskanton Herentals
Het kieskanton Herentals ligt in het provinciedistrict Herentals, het kiesarrondissement Mechelen-Turnhout en ten slotte de kieskring Antwerpen. Het beslaat de gemeenten Herentals, Grobbendonk, Herenthout, Kasterlee, Lille, Olen & Vorselaar en bestaat uit 91 stembureaus.

### Structuur
| Herentals        | Herentals        | Supranationaal         | Nationaal                         | Nationaal           | Gemeenschap         | Gewest              | Provincie           | Arrondissement    | Provinciedistrict | Kanton          | Gemeente                                                               | District         |
| ---------------- | ---------------- | ---------------------- | --------------------------------- | ------------------- | ------------------- | ------------------- | ------------------- | ----------------- | ----------------- | --------------- | ---------------------------------------------------------------------- | ---------------- |
| Administratief   | Niveau           | Europese Unie          | België                            | België              | Vlaanderen          | Vlaanderen          | Antwerpen           | Turnhout          | Turnhout          | Turnhout        | Herentals, Grobbendonk, Herenthout, Kasterlee, Lille, Olen & Vorselaar | -                |
| Administratief   | Bestuur          | Europese Commissie     | Belgische regering                | Belgische regering  | Vlaamse regering    | Vlaamse regering    | Deputatie           | Deputatie         | Deputatie         | Deputatie       | Gemeentebestuur                                                        | Districtscollege |
| Administratief   | Raad             | Europees Parlement     | Kamer van volksvertegenwoordigers | Vlaams Parlement    | Vlaams Parlement    | Vlaams Parlement    | Provincieraad       | Provincieraad     | Provincieraad     | Provincieraad   | Gemeenteraad                                                           | Districtsraad    |
| Kiesomschrijving | Kiesomschrijving | Nederlands Kiescollege | Kieskring Antwerpen               | Kieskring Antwerpen | Kieskring Antwerpen | Kieskring Antwerpen | Kieskring Antwerpen | Mechelen-Turnhout | Herentals         | Herentals       | Herentals, Grobbendonk, Herenthout, Kasterlee, Lille, Olen & Vorselaar | -                |
| Verkiezing       | Verkiezing       | Europese               | Federale                          | Federale            | Vlaamse             | Vlaamse             | Provincieraads-     | Provincieraads-   | Provincieraads-   | Provincieraads- | Gemeenteraads-                                                         | Districtsraads-  |

### Uitslagen VerkiezingVlaams Parlement
In 1999 waren er 73.103 stemgerechtigden, in 2004 75.702 en in 2009 nam dit aantal toe tot 78.388. Hiervan brachten respectievelijk 68.769 (1999), 70.953 (2004) en 73.490 (2009) een stem uit.
| Partij                    | 1999   | 2004   | 2009   |
| ------------------------- | ------ | ------ | ------ |
| sp.a-SPIRIT               | x      | 15,98% | x      |
| SP/sp.a                   | 12,35% | x      | 11,81% |
| SLP                       | x      | x      | 0,81%  |
| VU-iD21                   | 11,90% | x      | x      |
| CD&V-N-VA                 | x      | 33,54% | x      |
| CVP/CD&V                  | 26,82% | x      | 29,67% |
| N-VA                      | x      | x      | 16,07% |
| VLD-VIVANT                | x      | 16,65% | x      |
| VLD/Open Vld              | 18,58% | x      | 11,48% |
| Vivant                    | 1,74%  | x      | x      |
| AGALEV/Groen!             | 13,32% | 7,36%  | 5,97%  |
| VLAAMS BLOK/Vlaams Belang | 13,63% | 25,00% | 16,12% |
| LDD                       | x      | x      | 6,35%  |
| PVDA                      | 0,56%  | 0,54%  | 0,98%  |
| Andere Partijen           | 1,11%  | 0,92%  | 0,76%  |
| Blanco of Ongeldig        | 5,32%  | 6,06%  | 6,23%  |

### Uitslagen VerkiezingEuropees Parlement
In 1999 waren er 73.138 stemgerechtigden, in 2004 75.791 stemgerechtigden en in 2009 nam dit aantal verder toe tot 78.539. Hiervan brachten respectievelijk 68.799 (1999), 71.044 (2004) en 73.641 (2009) een stem uit.
| Partij                    | 1999   | 2004   | 2009   |
| ------------------------- | ------ | ------ | ------ |
| sp.a-SPIRIT               | x      | 15,09% | x      |
| SP/sp.a                   | 12,80% | x      | 10,86% |
| SLP                       | x      | x      | 0,58%  |
| VU/iD21                   | 13,31% | x      | x      |
| CD&V-N-VA                 | x      | 34,97% | x      |
| CVP/CD&V                  | 25,56% | x      | 29,86% |
| N-VA                      | x      | x      | 11,34% |
| VLD-VIVANT                | x      | 18,24% | x      |
| Open Vld                  | 18,99% | x      | 15,90% |
| Vivant                    | 1,61%  | x      | x      |
| AGALEV/Groen!             | 13,67% | 7,69%  | 6,98%  |
| VLAAMS BLOK/Vlaams Belang | 12,90% | 23,19% | 16,53% |
| LDD                       | x      | x      | 6,64%  |
| PVDA                      | 0,59%  | 0,59%  | 0,91%  |
| Andere Partijen           | 0,59%  | 0,24%  | 1,31%  |
| Blanco of Ongeldig        | 5,12%  | 5,00%  | 5,40%  |

1. ↑  "Advocaat trekt naar Grondwettelijk Hof tegen sluiting vredegerecht", Het Nieuwsblad, 27.07.2018. Gearchiveerd op 13 september 2021.
2. ↑  Grondwettelijk Hof 07.11.2019, nr. 165/2019. Gearchiveerd op 13 september 2021.